# Motupe

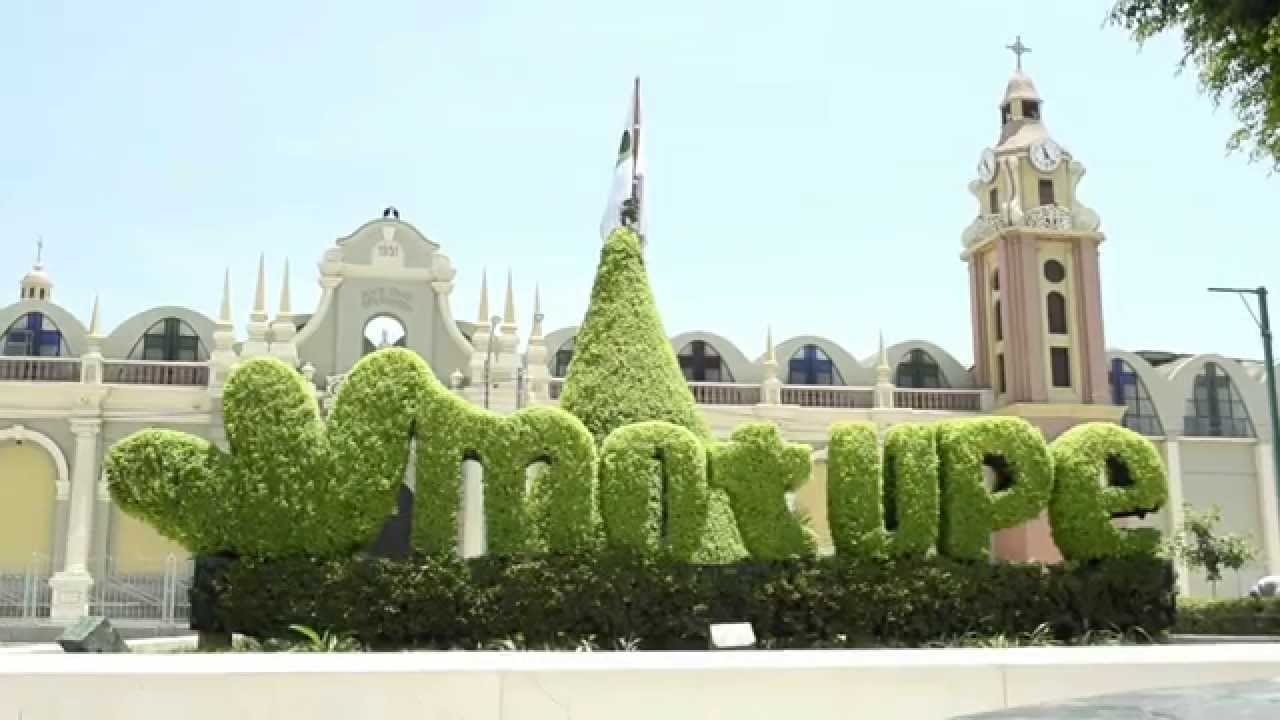
Motupe (2022)

Motupe ist eine Stadt mit etwa 17.000 Einwohnern (Zensus 2017) in Nordwest-Peru in der Region Lambayeque. Motupe befindet sich 70 km nordnordöstlich der Regionshauptstadt Chiclayo. Sie befindet sich an einem östlichen Zweig der Nationalstraße 1N.
Die Stadt ist Verwaltungssitz des gleichnamigen Distrikts innerhalb der Provinz Lambayeque. Die Pazifikküste ist etwa 70 Kilometer entfernt. Die Stadt liegt auf einer Höhe von 132 m am Rande der Küstenwüste von Peru am Fuße der peruanischen Westkordillere. Die Flüsse Río Chotoque und Río Motupe verlaufen in einem Abstand von etwa 3,6 km in südsüdwestliche Richtung, dazwischen befindet sich die Stadt Motupe. Die Stadt befindet sich in einem Tal, in welchem bewässerte Landwirtschaft betrieben wird. Motupe erhielt am 19. September 1828 die Stadtrechte (ciudad). Vom 19. September 1898 bis zum 26. Oktober 1955 war die Stadt in der höheren Kategorie villa. Anschließend wurde sie wieder zurückgestuft. In der Umgebung befindet sich der archäologische Fundplatz Ruinas de Apurlec.